# 史密斯云
史密斯云（Smith's Cloud）是一个位于天鹰座巨大的河外高速氢云团，其银道座标系为l = 39°, b = −13°。它是于1963年由荷兰莱顿大学的硕士研究生、年仅24岁的盖尔·比格（Gail Bieger）使用了历史悠久的25米口径的德温厄洛射电望远镜（Dwingeloo Radio Observatory）首先发现并以她的名字命名（当时她刚刚结婚，婚前姓氏为史密斯 Smith）。
史密斯云在一开始并没有引起太多的关注，直到21世纪初美国国家射电天文台的天文学家菲利克斯·洛克曼（Felix Lockman）利用了新型100米口径的格林班克望远镜（Green Bank Telescope）对其进行深入研究后发现，它将在四千万年内和银河系发生碰撞，由此成为天文学界的一个焦点。

## 物理特性

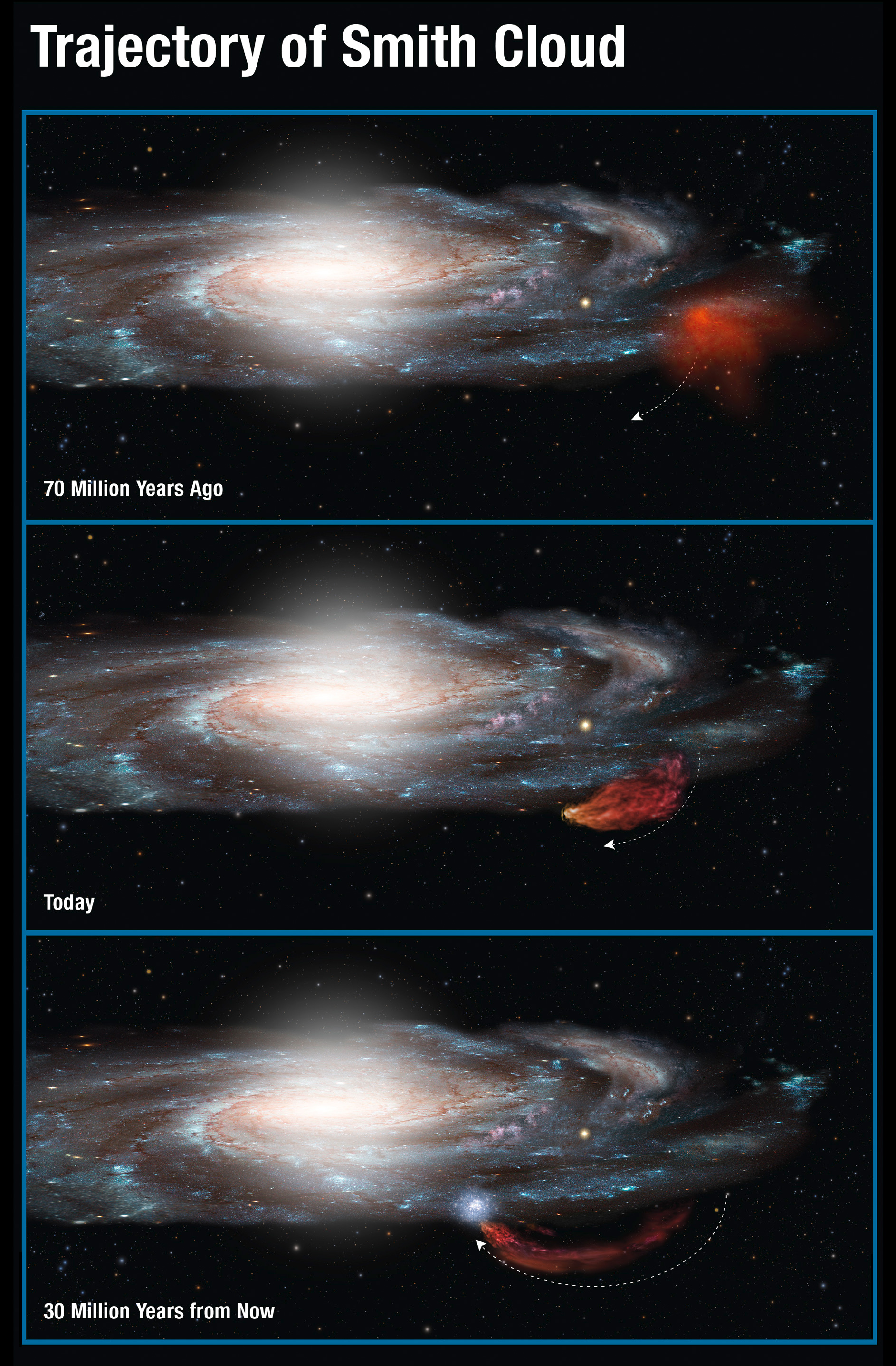
史密斯雲的軌跡。

使用美国国家科学基金会的格林班克望远镜，射电天文学家发现，史密斯云的质量至少相当于一百万颗太阳质量，形状有点类似彗星，投影长度为3,000秒差距（9,800光年），宽度为1,000 pc（3,300 ly）。它距离地球在11,100 秒差距 （36,000 光年）至13,700 秒差距（45,000光年） ，在天空中的角直径为15度，覆盖的范围几乎与猎户座一样宽，或者相当于20个满月直径。但史密斯云比较昏暗，肉眼无法直接观测到。

### 撞擊
史密斯云位于银盘以南9,000光年处，距离银心25,000光年，是已知最接近银盘的高速云团，空间速度达到每秒300千米。它以每秒100千米的速度远离地球，但这是由于太阳系自身运动所引起的。实际上史密斯云虽然离地球越来越远，却以每秒73±26千米的速度接近银河系，并将在四千万年内以45度的夹角和银河系的英仙臂发生碰撞。天文学家估计在碰撞时将会在英仙臂和太阳系银经相差90°的位置引发大规模的恒星诞生过程，银河系的恒星总数将会增加8%至10%。

## 起源之谜
虽然科学家已经通过绿岸射电望远镜对史密斯云进行精确观测，但它的起源至今仍然不清楚。根据史密斯云投影的运行轨迹回推，在大约七千万年前它曾经经过银河系。如果当时是发生碰撞的话，那么它应该是位于一个巨大的暗物质晕里面才可以在这次碰撞中保存下来。这意味着它的质量比之前估计的要大，可能是一个富含原始气体的暗星系。这种对暗星系的吸积活动在宇宙大爆炸后不久就开始发生，并直接导致银河系的诞生。
史密斯云起源的另外一种可能是这些气体是在七千万年前银河系几次大型超新星爆炸时的抛出物，它们在星风的推动下进入星系际空间，现在开始回落到银河系。但洛克曼认为单纯用超新星爆发很难解释史密斯云的来源，因为要将相当于一百万颗太阳质量的物质抛出银河系需要极高的能量才能实现。
超新星爆发抛出的气体含有大量的重元素，而富含原始气体的暗星系成分中重元素的含量极少。因此未来对史密斯云重金属丰度的测量将会揭开它的起源之谜。